# Jan Hernych
Jan Hernych (Praga, 7 luglio 1979) è un ex tennista e allenatore di tennis ceco.
In singolare ha raggiunto il 27 aprile 2009 il 59º posto nel ranking ATP mentre in doppio il suo best ranking è rappresentato da una 70ª posizione, raggiunta il 12 giugno 2006.
In doppio, in coppia con il connazionale Ivo Minář, ha conquistato la vittoria finale nel BMW Open 2009, torneo ATP che ha luogo a Monaco di Baviera. In quell'occasione superarono in finale gli australiani Ashley Fisher e Jordan Kerr.
Nel corso della sua carriera ha conquistato anche un finale ATP in singolare nell'Ordina Open 2006 a 's-Hertogenbosch nei Paesi Bassi dove venne sconfitto solo dal croato Mario Ančić con il punteggio di 0-6, 7-5, 5-7.
Ha fatto parte della squadra ceca di Coppa Davis nel 2005, 2006 e 2009, ma in quattro incontri ha collezionato solo sconfitte.
Ha giocato con continuità fino al 2016, facendo ancora qualche apparizione nel 2017 e giocando il suo ultimo torneo a 38 anni a Quito nel 2018. È poi diventato allenatore di Marketa Vondrousova.

## Statistiche

### Singolare

#### Vittorie (0)
| Legenda doppio            |
| Grande Slam (0)           |
| ATP World Tour Finals (0) |
| ATP Masters 1000 (0)      |
| ATP World Tour 500 (0)    |
| ATP World Tour 250 (0)    |
| Challengers (7)           |
| Futures (2)               |

| Numero | Data              | Torneo                                    | Superficie  | Avversario in finale | Punteggio     |
| 1.     | 28 giugno 1998    | Poland F2 1998, Zabrze                    | Terra rossa | Carlos Gómez Díaz    | 6-4, 6-7, 6-2 |
| 2.     | 12 luglio 1999    | Slovenia F1 1999, Kranj                   | Terra rossa | František Babej      | 6-3, 6-3      |
| 1.     | 1º ottobre 2001   | Tulsa Challenger 2001, Tulsa              | Cemento     | Vince Spadea         | 7-5, 7-5      |
| 2.     | 17 maggio 2004    | ECM Prague Open 2004, Praga               | Terra rossa | Ivo Minář            | 6-1, 6-4      |
| 3.     | 9 maggio 2005     | ECM Prague Open 2005, Praga               | Terra rossa | Jiří Vaněk           | 3-6, 6-4, 6-3 |
| 4.     | 24 settembre 2007 | ATP Challenger Trophy Trnava 2007, Trnava | Terra rossa | Tomáš Zíb            | 6-3, 3-6, 6-4 |
| 5.     | 29 aprile 2008    | ECM Prague Open 2008, Praga               | Terra rossa | Lukáš Dlouhý         | 4-6, 6-2, 6-4 |
| 6.     | 3 novembre 2008   | Slovak Open 2008, Bratislava              | Cemento (i) | Stéphane Bohli       | 6-2, 6-4      |
| 7.     | 22 marzo 2010     | The Jersey International 2010, Jersey     | Cemento (i) | Jan Minář            | 7–6(3), 6-4   |

### Doppio

#### Vittorie (1)
| Legenda doppio            |
| Grande Slam (0)           |
| ATP World Tour Finals (0) |
| ATP Masters 1000 (0)      |
| ATP World Tour 500 (0)    |
| ATP World Tour 250 (1)    |
| Challengers (2)           |
| Futures (0)               |

| Numero | Data            | Torneo                                | Superficie    | Compagno     | Avversari in Finale            | Punteggio           |
| 1.     | 4 febbraio 2002 | Volkswagen Challenger 2002, Wolfsburg | Sintetico (i) | Shaun Rudman | Filippo Messori Gianluca Pozzi | 7–6(3), 6(3)–7, 6-3 |
| 2.     | 14 luglio 2003  | Comerica Bank Challenger 2003, Aptos  | Cemento       | Uros Vico    | Matias Boeker Travis Parrott   | 6-3, 4-6, 6-1       |
| 1.     | 3 maggio 2009   | BMW Open 2009, Monaco di Baviera      | Terra rossa   | Ivo Minář    | Ashley Fisher Jordan Kerr      | 6-4, 6-4            |